# La Découverte des Amériques par Christophe Colomb
La Découverte des Amériques par Christophe Colomb est une huile sur toile peinte par Salvador Dalí entre 1958 et 1959. Avec ses dimensions 2,84 m x 4,10 m, elle fait partie des premières de la série de toiles de grands formats peintes par l'artiste à cette époque.

## Contexte
Comme d'autres toiles de cette série (La Bataille de Tétouan), l’œuvre est un hommage de Dalí à l'Espagne historique. et combine des éléments historique, religieux, artistiques et mythiques. C'est une commande du musée Huntington Hartford réalisée pour l'ouverture de sa galerie d'art moderne à New York.

## Description
La toile est une représentation métaphorique de la découverte du nouveau monde par Christophe Colomb. Le navigateur n'est pas représenté sous les traits d'un marin homme d'âge mûr, mais comme un adolescent symbolisant la jeunesse du nouveau continent.
Dalí était alors intéressé par le catholicisme ce qui explique la présence de nombreux éléments chrétiens dans la toile.
Gala Dalí, muse et femme du peintre est représentée – comme souvent – sous les traits de la Vierge Marie (ou d'après certains commentateurs, sous les traits de Sainte Hélène) sur le drapeau du côté droit de Christophe Colomb.
Dalí s'est représenté en moine agenouillé portant un crucifix derrière Christophe Colomb.
Dalí, selon plusieurs historiens de l'époque, pensait que Colomb avait pu être catalan et a représenté le drapeau de la Catalogne parmi les nombreux étendards et bannières peints en arrière-plan.
La toile contient de nombreuses références à  Diego Vélasquez, et particulièrement à la Reddition de Breda, dont les lances à droite sont une référence claire. Parmi ces lances, Dalí a représenté un christ en croix en perspective plongeante, référence à sa propre toile christ de saint Jean de la Croix.
Les mouches et l’évêque sur le côté inférieur gauche sont une référence à une légende Gironine de Saint Narcisse soulignant le caractère catalaniste du peintre.
Au centre de la toile se trouve sur la plage une curieuse forme sphérique hétérogène. A. Reynolds Morse qui avait commandé la toile, raconte que, ne comprenant pas l'utilité de cette figure, il en demanda l'effacement à Dalí, qui lui répondit qu'il s'agissait d'un élément important de la toile que Morse devait observer plus longuement pour comprendre. Morse, accepta de force la position de Dalí.
Dix ans plus tard, lors de l’atterrissage d'Apollo 11 sur la Lune, Morse comprit le sens de cette forme et téléphona immédiatement à Dalí. Le peintre répondit sèchement « oui, bien sûr, et il vous a fallu tout ce temps pour comprendre ? Incroyable ! Maintenant je retourne travailler. » et raccrocha.

## Conservation
La toile est exposée au Salvador Dalí Museum à St. Petersburg comme dépôt de la collection d'A. Reynolds Morse & Eleanor R. Morse (en).